# 寛文美人図
寛文美人図（かんぶんびじんず）とは、日本の江戸時代初期、17世紀半ばを中心に描かれた風俗画の一種。掛軸形式を用い、無背景に立ち姿の美人を単独で表したものが多く、一人立美人図とも呼ばれる。無名の町絵師によって描かれたため、多くが無款記で、紙本に廉価な絵の具を用いる。美貌を繊細に表すことや着衣の執拗な描写に固執するあまり、面貌や姿態表現が類型的で躍動感や生き生きとした表情に欠けるが、日本において追善供養や寿像などの肖像や歌仙絵としてではない、画題として独立した美人画の嚆矢であり、後の浮世絵美人画に大きな影響を及ぼした。

## 概要
桃山時代から江戸初期にかけて、風俗画は洛中洛外図の大局的な視点から四条河原などの限定的な歓楽地へ視点を狭め、更に彦根屏風などのように遊里の室内へと場所を限定し、背景を整理し人物へ焦点を絞る傾向が続く。更に寛永期になると、屏風の各扇に舞妓を一人ずつ描く「舞踊図」が生まれ、寛文美人図へと変化していったと推察される。こうした経緯からか、舞踊を思わせる所作で描かれる。17世紀中頃からおよそ50年近く描き継がれたと考えられているが、一人立ち形式による美人図が流行となった寛文時代の年号を冠して寛文美人図と呼ばれる。像主自身筆の賛や署名がある作例や、実際にある定紋を書き加えている点から、多くが特定の遊女や若衆をモデルに描かれていると推測される。
この時期の絵画は上方が中心で、寛文美人図も主に京都で描かれたと考えられる。しかし、一部には江戸で描かれた作品もあり、明暦3年（1657年）の明暦の大火以前に江戸の様子を描いた「江戸名所遊楽図屏風」（出光美術館蔵、重要文化財）のような作品が既に生み出され、17世紀の後半には急速に発展する江戸の町を消費地と想定した江戸自前による文化が形成されつつあった。掛軸に美人図を描く形式は肉筆浮世絵の基本スタイルとして後に受け継がれていくが、そのような考えられているものが「縁先美人図」である。この作品は縁先という場を特定する背景が描かれ、『伊勢物語』の「河内越（かわちごえ）」を元にしたことが指摘されている。寛文美人図から浮世絵の祖とされる菱川師宣との関係は判然としないものの、このような古典に基づいた美人図の表現方法は、そのまま浮世絵の見立絵の手法につながっていった。

## 主な作品
- 「縁先美人図」 紙本着色 東京国立博物館所蔵 - 美人図の最も古い作品の一つ。小袖の袖から覗く白波から、『伊勢物語]』第23段「筒井筒」の後半、河内へ行く男を待つ女が読んだ歌「風吹けば 沖つ白波 たつた山 夜半にや君が ひとり超ゆらん」を翻案した作品だと考えられる[2]。
- 「八千代太夫図」 絹本着色 角屋保存会（京都）所蔵 - 寛文美人図のなかでは珍しく絹本の作品。慶安2年（1649年）から万治元年（1658年）に島原の太夫職にあった八千代という名妓を七宝に桐の定紋の小袖を着せて描いており、遊女肖像画といえる。
- 「伝右近源左衛門図」 紙本着色 東京国立博物館所蔵 - 女性ではなく、女形を描いた役者絵。